# Kohut Adolf
Kohut Adolf (németül: Adolph Kohut), (Mindszent, 1848. november 10. – Berlin, 1917. november 22.) magyarországi zsidó származású német bölcseleti doktor, hírlapíró és szerkesztő, Kohut Sándor hittudós testvére.

## Élete
Szegény családban született. Már két hónapos korában Kecskemétre került és ott végezte el a református líceumot 1866-ban. Ekkor elhagyta hazáját és Boroszlóba ment, ahol a papnevelőt látogatta. Majd Berlinbe került, itt az egyetemen főleg a keleti nyelveket hallgatta. Három évig volt rabbijelölt, majd meggyőződve arról, hogy ő nem papnak való, végkép otthagyta a szemináriumot. Ettől kezdve egész idejét és tehetségét az irodalomnak és az újságírásnak szentelte. Egymásután szerkesztette a Bressleuer Nachrichtent, a Düsseldorfer Zeitungot, a Tribünét Berlinben, a Schleswig Holsteinisches Tageblattot, majd hat évig Berlinben a Berliner Zeitung című napilapot, illetve a Berliner Bank- und Handelszeitung szerkesztője.
Időközben 1877 januárjában bölcseleti doktor lett; ekkor feleségül vette a drezdai Mannstein Erzsébet énekesnőt. 1884. szeptember 13-án Robert Viktor von Puttkamer porosz belügyminiszter Kohutot Berlinből és Poroszországból kiutasította, mert lapjában, a Berliner Zeitungban gyakran támadta a Deutscher Schulvereint magyar-ellenes működése miatt és gúnyosan hangvételű csevegéseket írt Bismarckról és környezetéről. Ekkor Kohut Drezdában telepedett le, és továbbra is tollával kereste kenyerét. 1889. december 21-én Karl von Dönhoff gróf porosz követ értesítette Kohutot, hogy Berlinbe való visszatérése az illető hatóságok részéről semmiféle akadályba nem fog ütközni. Így az újságíró újra visszatért Berlinbe, és ott folytatta írói munkásságát. Különösen a magyar ipart, kereskedelmet, irodalmat és művészetet ismertette a külföldi hírlapokban. Drezdában kapta meg az irodalom és művészet terén szerzett érdemeiért az Ernő szász hercegi koronás érdemkeresztet, valamint a szász király II. osztályú rendjelet az arany rózsával. A lipcsei hírlapírói egyesületnek tiszteletbeli tagja volt.

## Művei

### Folyóiratcikkek
A Berliner Tagblattban 1873-ban jelent meg az első tárcacikke Ungarn címmel, azt követően a németországi lapokba írt cikkei meghaladják az ötezret; a Pesti Hirlapban (1885. 353. sz. Heine Magyarországon, K. után); a Magazin für Litteratur d. Auslandes (1888. 37. sz. Erinnerungen an August von Trefort 45., 46., 49., 50. sz. Die magyarische Litteratur in der Gegenwart); a Pester Lloydban (1889. 11. sz. Bühnenkünstler und Kritiker, 1891. 117. sz. Richard Wagner als Revolutionär, 178. sz. Josef Joachim, mit ungedruckten Briefen Josef u. Amalie Joachims stb.) Mint a berlini magyar egyesület elnöke 1891-től szerkesztette az egyesület hivatalos közlönyét.

### Önállóan megjelent művek
- 1. Johann Gottfried v. Herder und die Humanitätsbestrebungen der Neuzeit. Eine literar-histor. Studie. Berlin, 1870. I.
- 2. Alexander v. Humboldt und das Judenthum. Ein Beitrag zur Culturgeschichte des 19 Jahrh. Leipzig, 1871
- 3. Unsere drei Dichterheroen und das Pfaffenthum. Ein Trifolium klass. Zeugen gegen Ultramontanismus, Jesuitismus und Muckerthum. Uo. 1872
- 4. Dei goldenen Worte der Bibel. Ein Lebensbuch für Jedermann. Uo. 1873
- 5. Die Erlebnisse u. huldigungen d. Hernn Culturministers Dr. Falk während seines Aufenthaltes am Rhein. Düsseldorf, 1875
- 6. Was lehrt die Bibel üb. den Gehorsam gegen Staat und Obrigkeit? Uo. 1875
- 7. Aus meiner rheinischen Studienmappe. Charakterbilder, Literaturporträts und Skizzen aus der Gegenwart. Uo. 1877
- 8. Karl Wald. Meyer. u. Alb. Schuster. Hannover, 1883
- 9. Lustige Geschichten aus dem Tokayerland. Aus d. Ungar. übers. u. frei bearb. Berlin, 1885 (Eckstein's Reisebibliothek 6.)
- 10. Heitere Fahrten. Humoresken. Minden, 1886
- 11. Friedrich der Grosse und die Frauen. Ein Gedenkblatt zum 100 jähr. Todestage Friedrichs d. Grossen am 17. Aug. 1886. Uo. 1886
- 12. Moderne Geistesheroen. Biographisch-krit. Charakterbilder u. Porträt-Skizzen aus der Gegenwart. Berlin, 1886 (3. kiadás)
- 13. Aus dem Reiche der Karpathen. Ungarische Landschafts-, Sitten-, Literatur- und Kulturbilder. Stuttgart, 1887
- 14. Weber-Gedenkbuch. Erinnerungsblätter zum 100 jähr. Geburtstage Carl Maria v. Webers am 18. Dezbr. 1886. Reudnitz-Leipzig, 1887
- 15. Am Dünenstand der Ostsee. Skizzen und Erinnerungen aus den Ostseebädern. Berlin, 1887 (Die Seebäder Pommerns. Rügen und seine Seebäder) Két kötet.
- 16. Leuchtende Fackeln. Beiträge zur Kultur-, Theater- und Kunstgeschichte der letzten Jahrhunderte. Essays u. Skizzen. Minden, 1887
- 17. Ragende Gipfel. Beiträge zur Literaturgeschichte der letzten 2 Jahrhunderte. Essays u. Skizzen. Uo. 1887
- 18. Moses Mendelsohn und seine Familie. Festschrift zum hundertjähr. Todestage Moses Mendelsohn's. Dresden, 1887 (2. kiadás.)
- 19. Tragische Primadonnen-Ehen. Cultur- und kunstgeschichtlichen Skizzen. Leipzig, 1887 (2. kiadás)
- 20. Die verschlossenen Thüren. Roman von Frau L. von Beniczky-Bajza. Aus dem Ungarischen. Uo. 1887
- 21. O Julius. Lustspiel in 3 Akten von Árpád Berczik. Aus dem Ungarischen. Uo. 1887
- 22. Die deutsche Sappho (Anna Louise Karschin) Ihr Leben u. Dichten. Ein Literatur u. Culturbild aus d. Zeitalter Friedrich's d. Grossen. Dresden, 1887 (2. kiadás, Uo. 1888)
- 23. Gegen den Strom, Gesellschaftliche Kreuzzüge, Uo. 1887
- 24. Ludwig Uhland. Lichtstrahlen aus seinen Werken nebst einer biogr. Charakteristik. Ein Gedenkblatt zum 100 jährigen Geburtstage Ludwig Uhland's am 26. April 1887. Uo. 1887
- 25. Goldene Worte des deutschen Kaisers Wilhelm I. Festgabe zum 90. Geburtstage des Kaisers u. Königs am 22. März 1887. Leipzig, 1887
- 26. Merkwürdige Geschichten. Humoresken. Berlin, 1888 (Mehring's Unterhaltungs-Bibliothek 3.)
- 27. Heinrich Heine und die Frauen. Uo. 1888
- 28. Das Dresdener Hoftheater in der Gegenwart. Uo. 1888
- 29. Naturgeschichte des Berliners, mit besond. Bezugnahme auf diejenige der anderen Residenzler Dresdner, Münchner, Wiener Uo. 1888
- 30. Buch berühmter Duelle. Uo. 1888
- 31. Friedrich Wieck. Ein Lebens- und Künstlerbild. Dresden, 1888
- 32. Amor im Bade. Nach dem Ungar. d. Kolomann v. Porzsolt, übers. u. frei bearb. Berlin, 1888 (Ecksteins humor. Bibliothek 25.)
- 33. Fürst Bismarck und die Literatur. Leipzig, 1889
- 34. Ferdinand Lassalle. Sein Leben u. Wirken. Mit ungedr. Briefen und Berichten Georg Klapkas. Uo. 1889
- 35. Mosaikbilder und Arabesken. Dresden, 1889
- 36. Ruhmesblätter des Hauses Wettin. Uo. 1889
- 37. Goldene Worte der Wettiner. Ugyanott, 1889
- 38. Joseph Hevesi, Falsche Diamanten. Gesellschaftliche noveletten u. Skizzen. Nach dem Magyarischen frei übers. u. bearb. Zürich, 1890
- 39. Die grössten und berühmtesten deutschen Soubretten des 19. Jahrhunderts. Düsseldorf, 1890 (Ism. Pesti Napló 1891. 111. sz.)
- 40. Dieffenbach F. Der französische Einfluss in Deutschland unter Ludwig XIV. u. der Widerstand der kurbrandenburgischen u. kursächsischen politik. Aus dem Nachlass des Verfassers bearb. u. heraugs. Dresden, 1890
- 41. Kaiser Joseph II. Sein Wirken als Mensch. Uo. 1890
- 42. Ein Liebesarchiv u. manches andere. Uebers. u. frei bearb. aus dem Ungar. Leipzig, 1890
- 43. Johannes Miksch, der grösste deutsche Singemeister u. sein esangsystem. Uo. 1890
- 44. Moltke als Denker, Berlin, 1890
- 45. Theodor Körner. Sein Leben u seine Dichtungen. Berlin, 1891
- 46. Sport und Liebe von Koloman Porzsolt. Aus dem Ungarischen. Uo. 1891
- 47. Heitere Lebensbilder von Alexander Balázs. Aus dem Ungar. Leipzig, 1891
- 48. Josef Joachim. Uo. 1891
- 49. Karl Helmerding. Berlin 1892
- 50. Aus dem Zauberlande Polyhymnias. Musikalische Geschichten und Plaudereien. Uo. 1892
- 51. Rossini. Leipzig, 1892 (Musiker-Biogr. 14. Universal-Bibliothek 2927.)
- 52. Schachspiel Moltkes und andere Geschicten. Berlin, 1893 (Eckstein's humoristische Bibliothek 64.)
- 53. Berühmte u. berüchtigte Giftmischerinnen. Uo. 1893
- 54. Fürst Bismarck und die Frauen. Uo. 1894 (Francziául. Páris, 1895. 1. kiadás)
- 55. Dur- und Moll-Accorde. Musikalische Streifzüge, Portraitskizzen u. Genrebilder. Uo. 1894
- 56. Die manhaftesten deutschen Humoristen in der Gegenwart. Zürich, 1894
- 57. D. F. E. Auber, Leipzig, 1895
- 58. Auber. Uo. 1895 (Musiker-Biogr. 17. Universal Bibl. 3389.)
- 59. Jüdische Culturskizzen. Prag, 1895 (Jüdische Universal Bibliothek 104.)
- 60. Alexander Petőfi, Prosaische Schriften. Aus dem Magyarischen. Berlin, 1896. Két kötet (Ismert. Egyet. Philol. Közlöny)
- 61. Erzherzog Ladislaus. Aus dem Ungar. Uo. 1897
- 62. Musiker-Biographien II. Meyerbeer. Leipzig (1897)
- 63. Ungarisches Novellenbuch. Berlin, 1898
- Bismarck és Magyarország; Athenaeum, Bp., 1915

## További irodalom
- Kayser, Allg. Bücher-Lexikon, Leipzig, 1871. XVII. 608., 1877. XIX. 723., 1887. XXIII. 617., 1891. XXV. 746. l.
- Fővárosi Lapok 1886. 353. sz.
- Egyenlőség 1890. 9., 10. sz., 1891. 44., 45. sz. (Feleki Sándor)
- Kecskeméti Képes Naptár 1893-ra 166. l. arczk.
- Pallas Nagy Lexikona X. 669. l. (Tábori R.)
- Kürschner, Joseph, Deutscher Litteratur Kalander auf des Jahr 1898, Leipzig